# Battulgyn Temüülen
Battulgyn Temüülen (né le 7 octobre 1988 à Oulan-Bator) est un judoka mongol.

## Carrière
Battulgyn Temüülen est le porte-drapeau de la Mongolie lors de la cérémonie d'ouverture des Jeux olympiques d'été de 2016.

## Palmarès international
| Année | Compétition           | Lieu     | Résultat | Catégorie       |
| ----- | --------------------- | -------- | -------- | --------------- |
| 2009  | Championnats d'Asie   | Taipei   | 3e       | Moins de 100 kg |
| 2012  | Championnats d'Asie   | Tachkent | 3e       | Moins de 100 kg |
| 2013  | Championnats d'Asie   | Bangkok  | 3e       | Moins de 100 kg |
| 2015  | Championnats du monde | Astana   | 3e       | Par équipes     |
| 2016  | Championnats d'Asie   | Tachkent | 2e       | Par équipes     |